# São Pedro (Celorico da Beira)
São Pedro ist eine Gemeinde (Freguesia) im portugiesischen Kreis Celorico da Beira. In ihr leben 1385 Einwohner (Stand 30. Juni 2011).